# Dąbrówka (województwo zachodniopomorskie)
Dąbrówka – mała osada w Polsce położona w województwie zachodniopomorskim, w powiecie świdwińskim, w gminie Rąbino.
W latach 1975–1998 wieś należała do woj. koszalińskiego.